# Kicher-Tragant
Der Kicher-Tragant (Astragalus cicer) ist eine Pflanzenart aus der Gattung Tragant (Astragalus) in der Unterfamilie der Schmetterlingsblütler (Faboideae) innerhalb der Familie der Hülsenfrüchtler (Fabaceae).

## Beschreibung

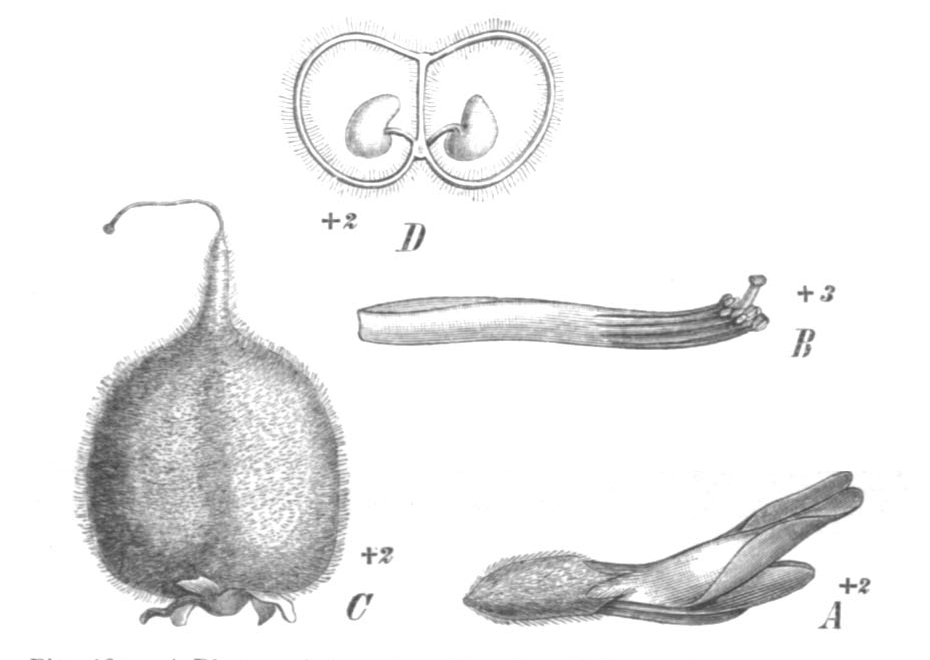
Illustration der Blüte und Frucht

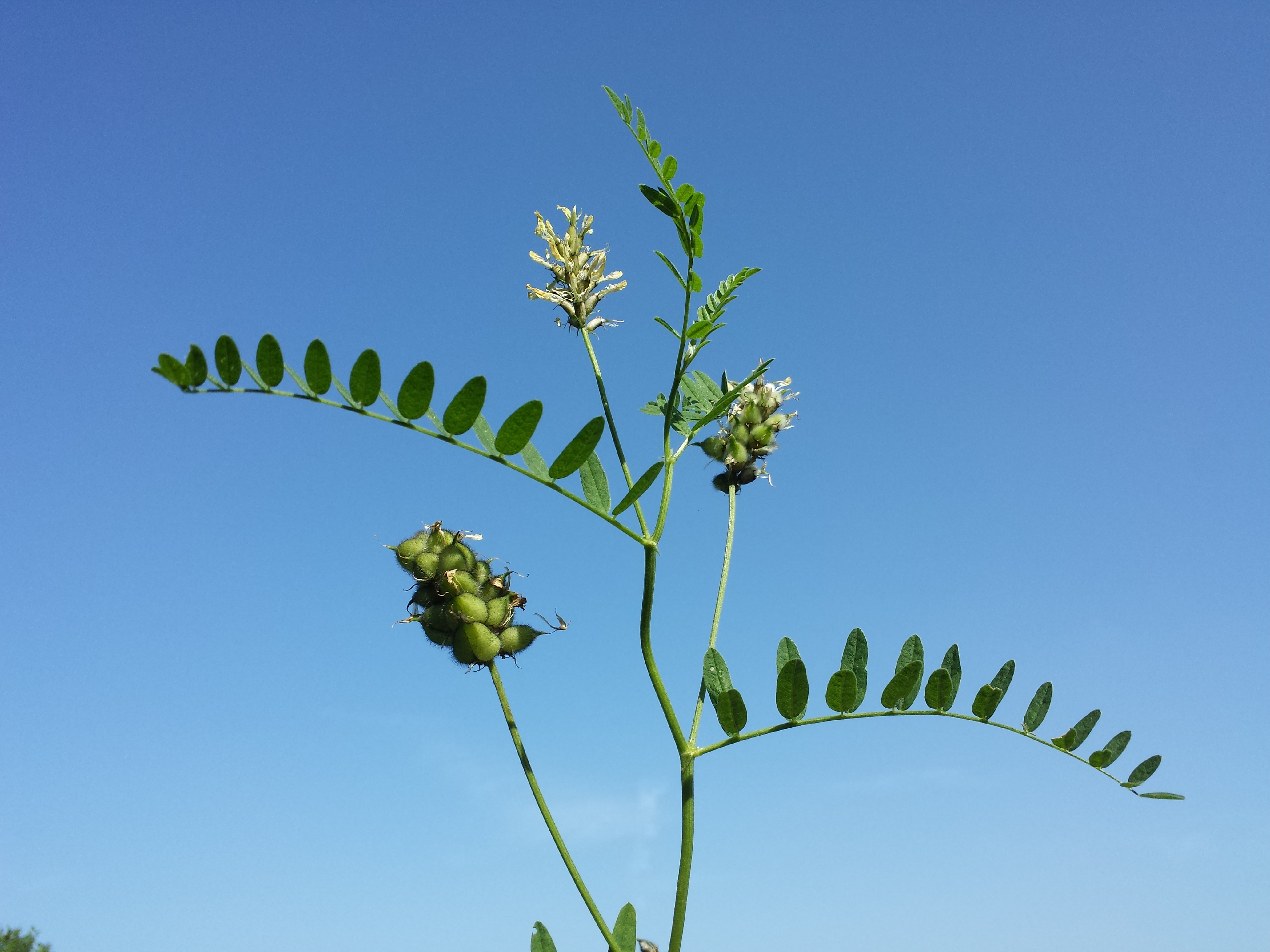
Habitus, Laubblätter, Blütenstände und Früchte

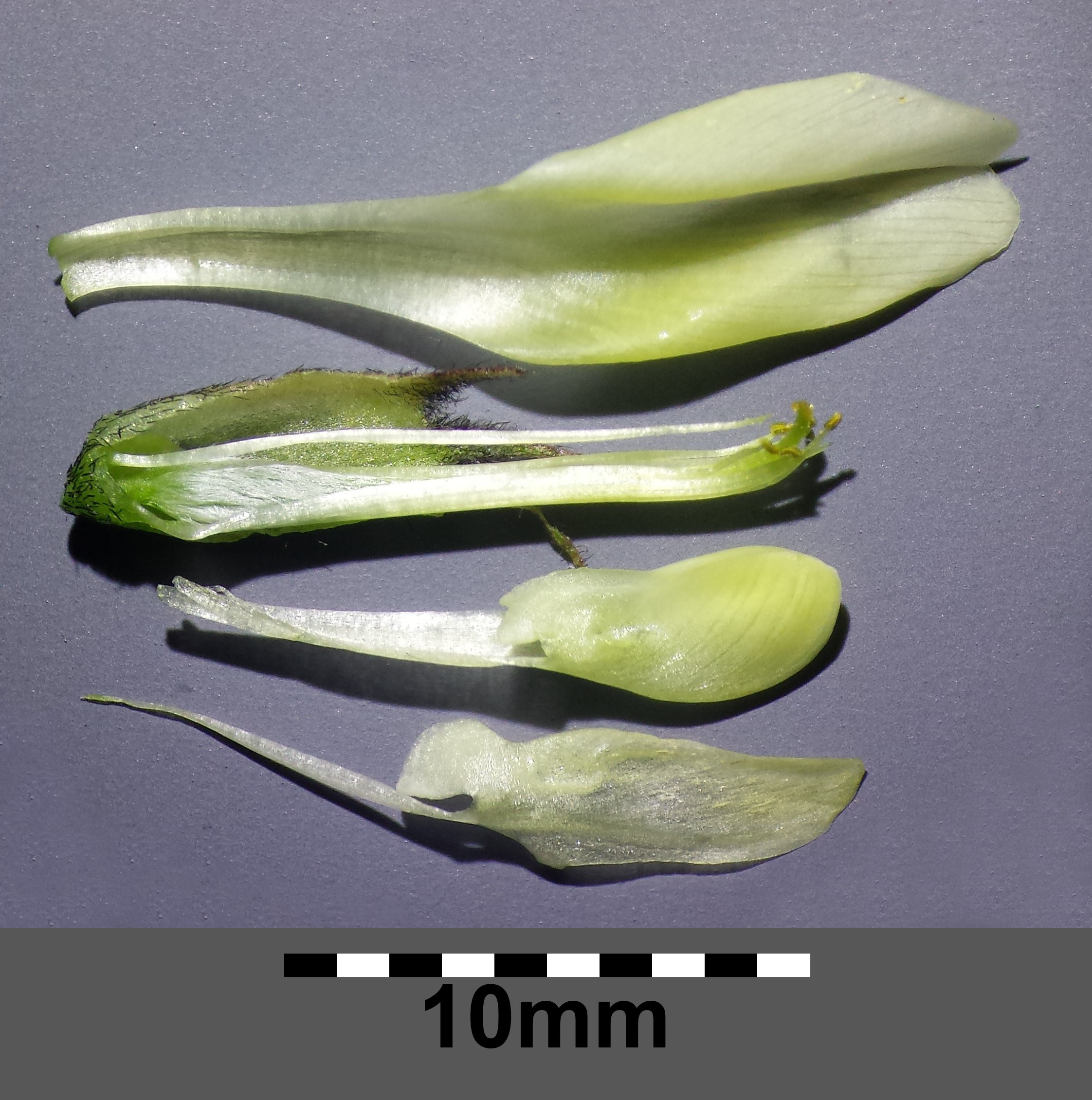
Blüte, zerlegt

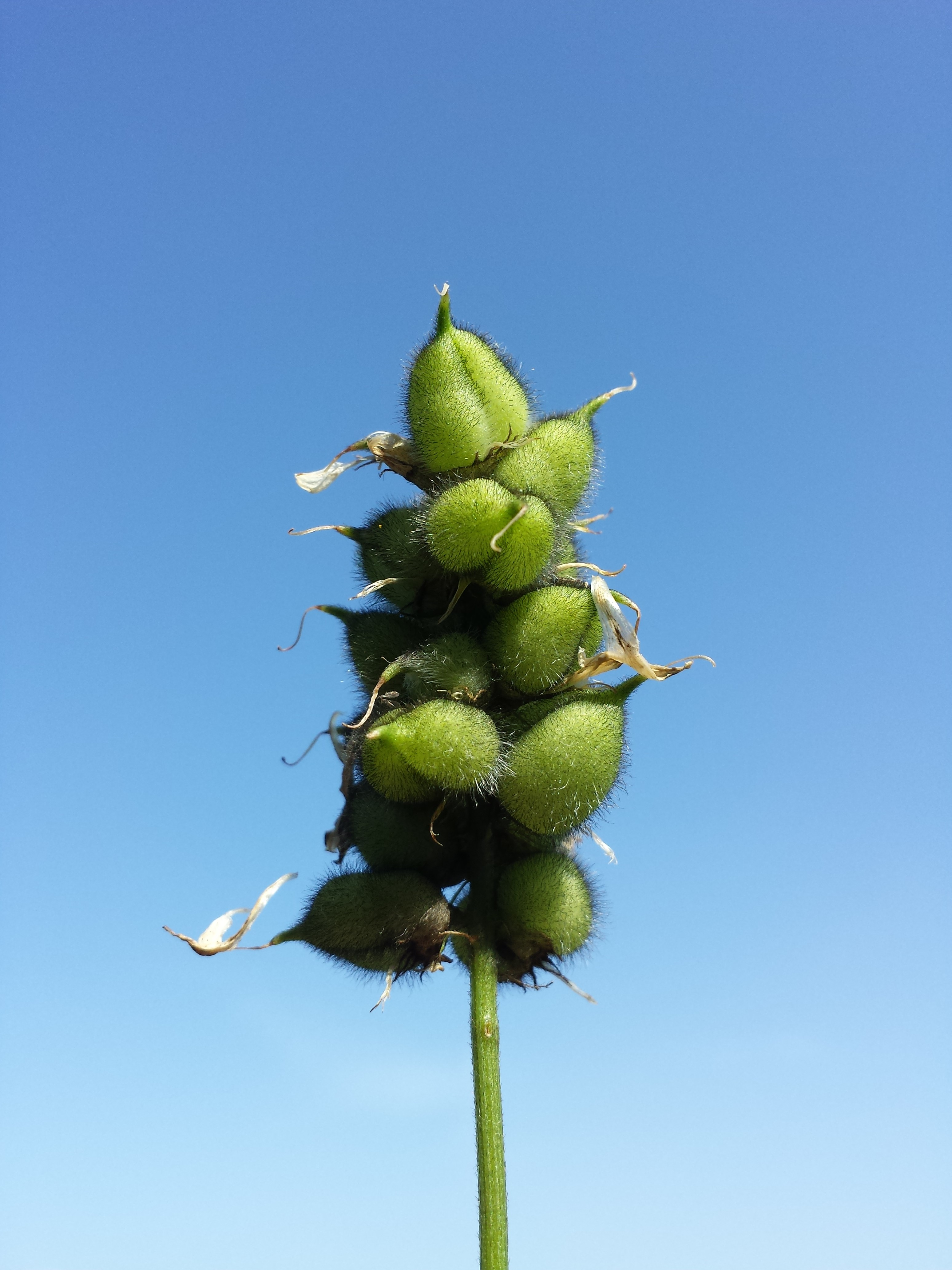
Fruchtstand

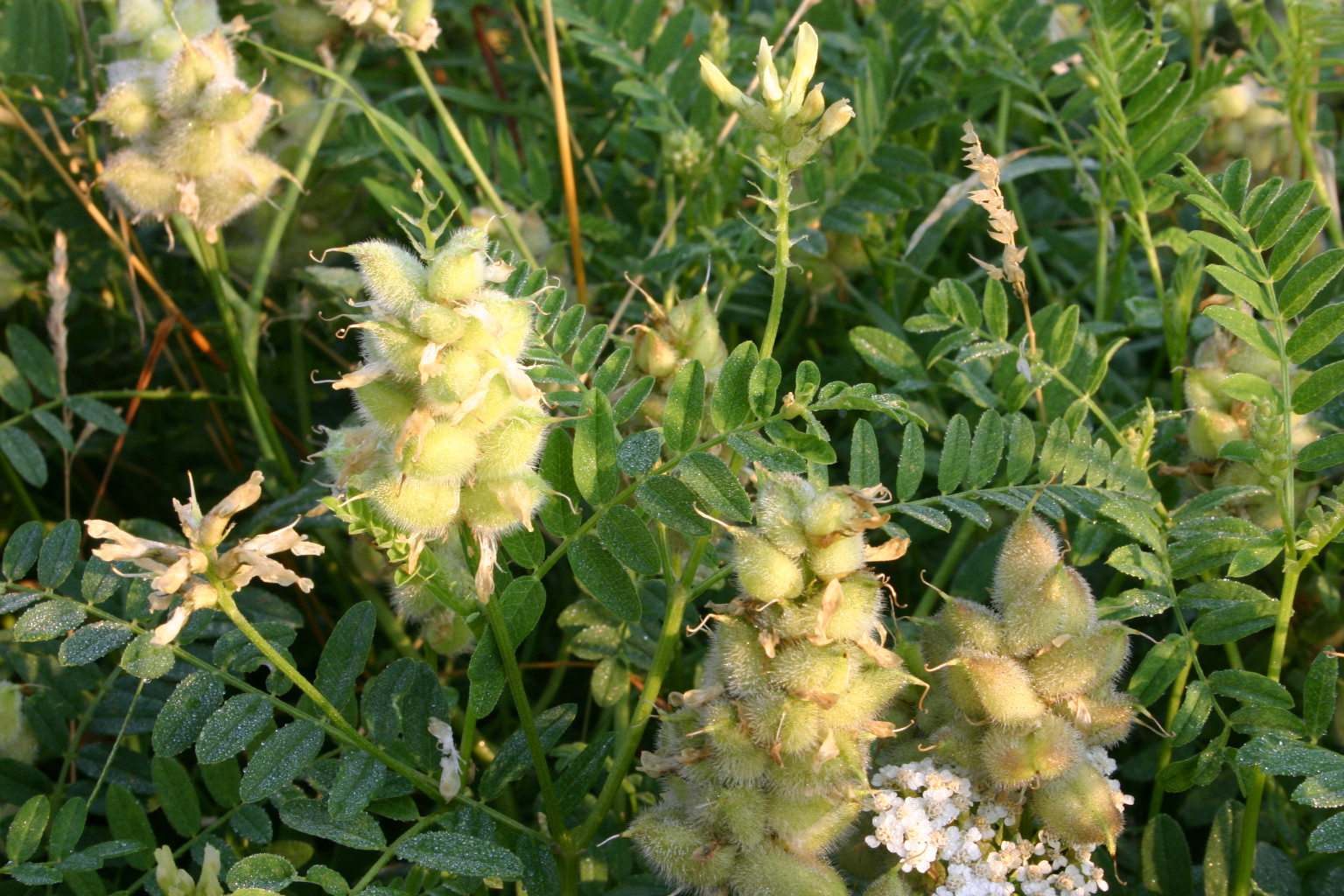
Habitus, Laubblätter, Blütenstände und Früchte

### Vegetative Merkmale
Der Kicher-Tragant wächst als ausdauernde krautige Pflanze und erreicht Wuchshöhen von 30 bis 100 Zentimetern. Die niederliegenden bis aufrechten Stängel sind zerstreut angedrückt mit einfachen Trichomen behaart.
Die wechselständig angeordneten Laubblätter sind in Blattstiel und Blattspreite gegliedert. Die gefiederte Blattspreite besitzt 7 bis 14 Paare Fiederblättchen. Die ganzrandigen und kurz gestielten Blättchen sind bei einer Länge von 1,5 bis 3 Zentimetern sowie einer Breite von 1 bis 1,5 Zentimetern eiförmig bis eilanzettlich oder elliptisch und beidseitig, vor allem unterseits, behaart. Sie sind teils stachelspitzig oder rundspitzig bis spitz. Es sind mehr oder weniger verwachsene und feinhaarige, kleine Nebenblätter vorhanden.

### Generative Merkmale
Die Blütezeit reicht von Mai bis August. Die dichten und achselständigen Blütenständen enthalten viele Blüten. Der lange Blütenstandsschaft ist 1/2 bis etwa gleich lang wie das zugehörige Blatt.
Die zwittrigen und sitzend bis kurz gestielten sind bei einer Länge von etwa 1,5 Zentimetern zygomorph und fünfzählig mit doppelter Blütenhülle. Der röhrige Kelch mit relativ kurzen, schmalen und spitzen Zipfeln ist schwarz behaart. Die blass-gelben oder gelblich-weißen Kronblätter sind in der Form von Schmetterlingsblüten angeordnet. Die Fahne hat eine ausgerandete Platte; sie ist viel länger als die Flügel und das noch kürzere Schiffchen.
Die aufgeblasene, kleine und geschnäbelte, eiförmige bis kugelige, mehrsamige Hülsenfrucht ist 10 bis 15 Millimeter lang und zottig behaart. Die Früchte bleiben oft länger an der Pflanze stehen. Die gelblichen bis orangen Samen sind glatt, abgeflacht, leicht herz- bis nierenförmig und etwa 2,2–3 Millimeter groß.
Die Chromosomenzahl beträgt 2n = 64.

## Ökologie
Der Kicher-Tragant ist ein Tiefwurzler und Tonboden-Zeiger.
Blütenökologisch handelt es sich um typische Schmetterlingsblüten mit einem Klappmechanismus. Staubbeutel und Narbe reifen bei dieser Art gleichzeitig. Die Bestäubung der angenehm duftenden Blüten erfolgt vor allem von Hummeln.
Die Hülsenfrucht des Kicher-Tragant ist ähnlich wie beim Blasenstrauch durch Kohlendioxid aufgeblasen. Dieses entsteht durch die „Veratmung“ von Kohlenhydraten. Im unreifen Zustand sind die Fruchtwände grün; mit zunehmender Reife und damit Austrocknen verändern die Fruchtwände ihre Farbe zu Dunkelbraun. Im September sind die Fruchtwände in der Regel dann pergamentartig dünn.
Der Kicher-Tragant nutzt eine Reihe unterschiedlicher Ausbreitungsstrategien. Die blasig aufgetriebenen Früchte können als Bodenroller vom Wind fortgetrieben werden. Botanisch wird diese Ausbreitungsstrategie auch Chamaechorie genannt – sie ist unter mitteleuropäischen Pflanzen selten. Die Diasporen des Kicher-Tragants werden jedoch auch semachor ausgebreitet. Die durch Regen aufgequollenen Fruchtwände reißen auf und die Samen werden durch den Wind aus der Öffnung ausgestreut.

## Vorkommen
Der Kicher-Tragant kommt in fast ganz Europa und in Asien bis nach Sibirien und dem Gebiet um den Baikalsee vor. Er wächst vor allem auf Magerrasen sowie entlang von Ackerrändern und lichtem Gebüsch. In Europa fehlt er nur in Portugal, Großbritannien, Irland, Island, den Niederlanden, Norwegen, Finnland, Albanien, Griechenland und in der europäischen Türkei.
In Mitteleuropa gedeiht er auf sommerwarmen, mäßig trockenen bis wechselfrischen, basenreichen, mehr oder weniger humosen oder rohen, steinigen oder reinen Tonböden. Astragalus cicer ist in Mitteleuropa eine Charakterart des Trifolio-Astragaletum ciceri aus dem Verband Geranion sanguinei, kommt aber auch in Pflanzengesellschaften des Verbands Erico-Pinion oder der Klasse Agropyretea intermedio-repentis vor. Er kommt in Deutschland selten vor.
Der Kicher-Tragant steigt im Kanton Wallis bis in Höhenlagen von etwa 1400 Meter, im Veltlin bis 1480 Meter, in Tirol bis 1500 Meter und im Unterengadin bis 1600 Meter auf.
Die ökologischen Zeigerwerte nach Landolt et al. 2010 sind in der Schweiz: Feuchtezahl F = 2w (mäßig trocken aber mäßig wechselnd), Lichtzahl L = 3 (halbschattig), Reaktionszahl R = 4 (neutral bis basisch), Temperaturzahl T = 4 (kollin), Nährstoffzahl N = 4 (nährstoffreich), Kontinentalitätszahl K = 5 (kontinental).

## Nutzung
Die Blätter schmecken ebenso süß wie die der Bärenschote (Astragalus glycyohyllos) und werden vom Vieh und vom Wild gern gefressen.